# كارل رينولدز
كارل رينولدز (بالإنجليزية: Carl Reynolds) هو لاعب كرة قاعدة أمريكي، ولد في 1 فبراير 1903 في LaRue, Texas ‏ في الولايات المتحدة، وتوفي في 29 مايو 1978 في هيوستن في الولايات المتحدة.

## وصلات خارجية
- كارل رينولدز على موقعبيزبول رفرنس.كوم (الدوري الرئيسي) (الإنجليزية)
- كارل رينولدز على موقعبيزبول رفرنس.كوم (الدوري الثانوي) (الإنجليزية)
- كارل رينولدز على موقع جمعية أبحاث البيسبول الأمريكية (الإنجليزية)